# Crescent City (Califórnia)
Crescent City é a única cidade localizada no estado americano da Califórnia, no Condado de Del Norte, do qual é sede. Foi incorporada em 13 de abril de 1854.

## Geografia
De acordo com o United States Census Bureau, a cidade tem uma área de 6,2 km², onde 5,1 km² estão cobertos por terra e 1,2 km² por água.

## Demografia
Segundo o censo nacional de 2010, a sua população é de 7 643 habitantes e sua densidade populacional é de 1 505,60 hab/km². Possui 1 906 residências, que resulta em uma densidade de 375,46 residências/km².

## Lista de marcos
A relação a seguir lista as entradas do Registro Nacional de Lugares Históricos em Crescent City.
- BROTHER JONATHAN (Shipwreck Site)
- Cresent City Lighthouse
- Endert's Beach Archeological Sites
- Point St. George Site
- St. George Reef Light Station